# Đetinja
La Đetinja, en serbe cyrillique: Ђетиња, est une rivière de l'ouest de la Serbie. Sa longueur est de 75 km. À partir de son confluent avec la Golijska Moravica, elle forme la Zapadna Morava.
La Đetinja appartient au bassin versant de la mer Noire ; son propre bassin couvre une superficie de 1 486 km2. La rivière n'est pas navigable. 

## Histoire
Selon la légende, les Ottomans, alors maitres de la région, punirent les habitants d'Užice en jetant leurs enfants dans la rivière. C'est ainsi qu'elle fut nommée Đetinja rijeka, ce qui, dans le dialecte local, signifie « la rivière des enfants ». 

## Région de Zlatibor
La Đetinja prend sa source sur les pentes septentrionales des monts Zlatibor, à l'ouest de la Serbie. Tout au long de sa course, la rivière se dirige vers l'est. Elle traverse d'abord la dépression de Kremna, entre les monts Tara et les monts Zlatibor.

## Région d'Užice
La Đetinja a creusé une gorge longue de 8 km et profonde de 300 m. Au niveau du village de Vrutci, un barrage a été construit sur la rivière en 1986, créant le lac artificiel de Vrutci. Ce réservoir avait comme objectif de régler les problèmes d'alimentation en eau de la ville d'Užice. En 1899, à Užice, une petite centrale hydroélectrique a été construite sur la Đetinja ; cette centrale est la plus ancienne de Serbie et elle est toujours en fonctionnement. 

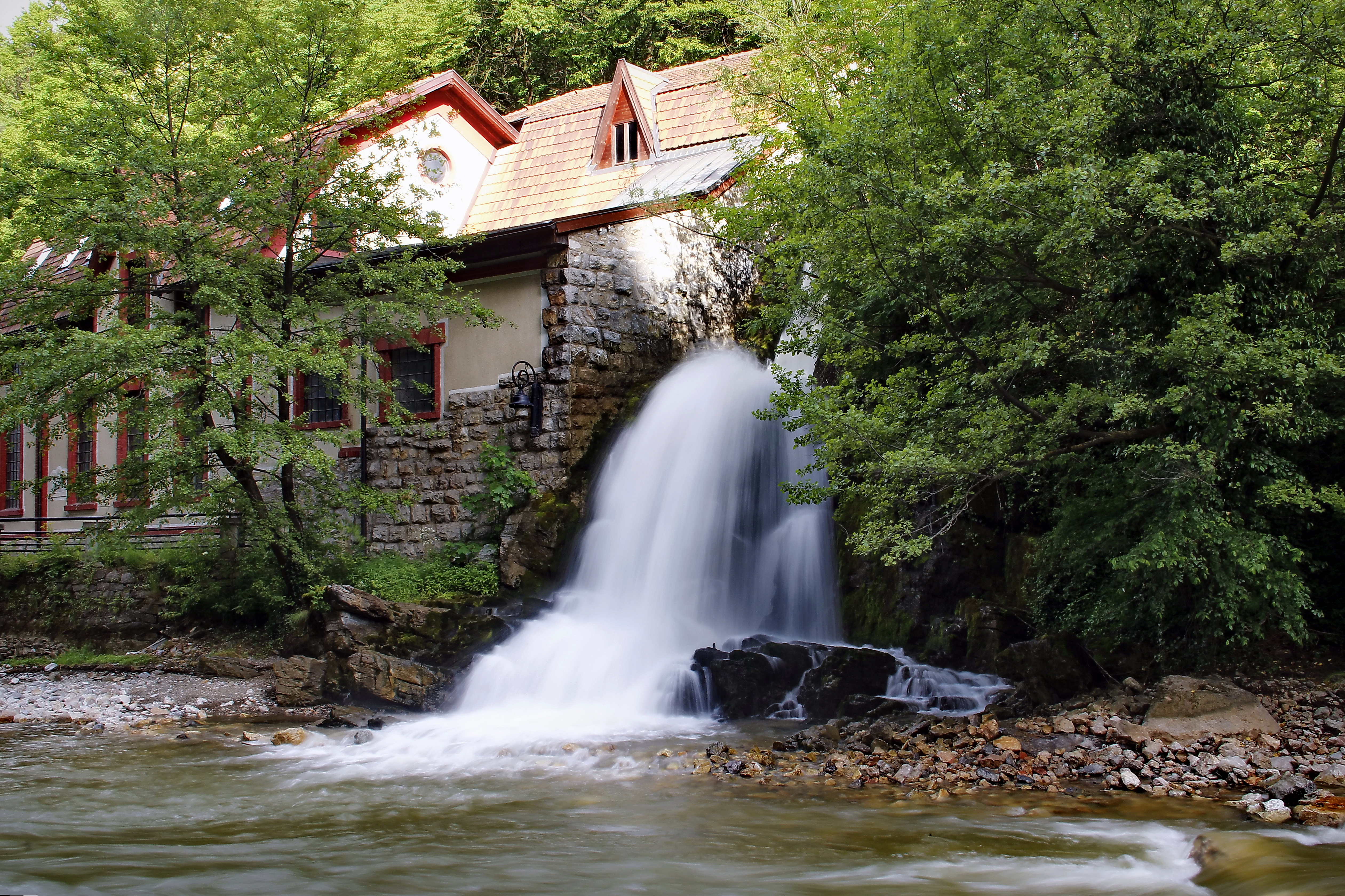
La vieille centrale hydroélectrique sur la Đetinja à Užice.

La Đetinja reçoit sur sa droite les eaux de la Sušica, en provenance de la partie centrale des monts Zlatibor, puis elle entre dans la dépression d'Užice. La Đetinja traverse ensuite le faubourg industriel de Sevojno, ainsi que les localités de Gorjani et de Potpeće.

## Région de Požega
La rivière continue sa course sur les pentes septentrionales du mont Blagaja. Elle traverse Uzići, Rupeljevo et Rasna, puis entre dans la région de Tašti située entre les monts Blagaja, Krstac et Crnokosa, à l'ouest de la ville de Požega. Dans ce secteur, la Đetinja reçoit à sa gauche les eaux du Skrapež, son principal affluent. Puis elle rencontre la Golijska Moravica en provenance du sud, et forme avec elle la Zapadna Morava.